# César Augusto Londoño
César Augusto Londoño Villegas (Manizales, 3 de enero de 1958) es un periodista y comentarista deportivo colombiano.

## Biografía
César Augusto Londoño nació en Manizales en 1958. Es arquitecto de la Universidad Nacional de Colombia sede Manizales y Comunicador Social de la Universidad Jorge Tadeo Lozano. Empezó su carrera como periodista del diario La Patria donde fue editor de deportes, se inició en 1977 como periodista escrito y locutor de radio, comentarista de partidos del fútbol en Radio Manizales de la cadena Todelar en Manizales dirigido por Javier Giraldo Neira. Se radicó en Bogotá en 1984. Como periodista debutó en la televisión cubriendo en la Copa Mundial de Fútbol de España 1982, dirigido por Darío Vargas para el pool de televisión de RTI, Punch y Caracol TV. En 1986 pasa al Noticiero 24 Horas hasta 1989. De allí pasa al noticiero TV HOY de Andrés Pastrana y luego en 1993 es contratado por CM& dirigido por Yamid Amat. En 1986 fue Director Nacional de Deportes de Todelar. En 1996 participó en la creación de la cadena radia Radionet, fue director de Producción, comentarista y editor deportivo hasta su renuncia en 2001.
Desde 1986 es locutor y comentarista deportivo en Caracol Radio al lado de Hernán Peláez, Iván Mejía Álvarez, Benjamín Cuello, Diego Rueda, Gabriel Chemas Escandón. Dirigió los programas El Carrusel deportivo hasta el año 2018. y ahora dirige El Pulso del Fútbol con Juan Felipe Cadavid que está desde 2023. Entre 2003 y 2007 trabajó en Caracol Televisión como periodista y comentarista de Noticias Caracol y Gol Caracol. En 2007 regresó a CM& como periodista deportivo, permaneciendo hasta  2013. Desde 2013 trabajó en la cadena televisiva deportiva Win Sports dirigiendo los programas Conexión, Acceso, La Polémica y Mucho más Fútbol hasta enero de 2022 cuando se retiró para dedicarse exclusivamente a Caracol Radio con nuevos proyectos, Tito Puccetti lo reemplaza en Win tras anunciar su salida de Blu Radio y Noticias Caracol. En 2024 Prisa Media adquirió la programación del Canal Uno y dirige La Polémica de Caracol Radio. Desde el 2024 el El Pulso del Fútbol bajo su cargo se emite en radio y televisión por Caracol Radio, Red más Noticias y Canal Uno en Televisión.
Fue decano de la facultad de Comunicación Social y Periodismo de la Universidad Sergio Arboleda durante tres años al lado de Juan Lozano. Desde el 2018 desempeña el cargo de decano de la facultad de Ciencias de la Salud y del Deporte de la Universidad Sergio Arboleda. Dirige el Programa Internacional FIFA/CIES de Gestión Deportiva que llegó por primera vez a Colombia en 2022. Es director del portal de fútbol FutbolHoy.co.

## Controversias
En el año 2012, durante el cubrimiento de los Juegos Olímpicos de Londres, Londoño fue objeto de críticas tras una entrevista radial para la cadena Caracol en vivo, a la medallista olímpica Caterine Ibargüen en la que el periodista preguntó por la vida intima de Ibargüen utilizando lenguaje de doble sentido y que fue calificado de machista, racista y sexista. Ante la controversia Londoño pidió excusas públicas. La atleta dijo en una entrevista de 2014 haberse sentido irrespetada, aunque cuando se hizo la entrevista nunca se molestó. 

## Obras
- La Selección 1945-Mundial Rusia 2018 con Guillermo Ruiz Bonilla
- Colombia en la Copa América 76 Años con Guillermo Ruiz Bonilla
- Mi Selección de Rusia a Rusia.